# شاموني ذنبي
شاموني ذنبي (الاسم العلمي: Chamonixia caudata) هو نوع من الفطريات يتبع جنس الشاموني من الفصيلة البوليطية.